# Dějiny Gabonu

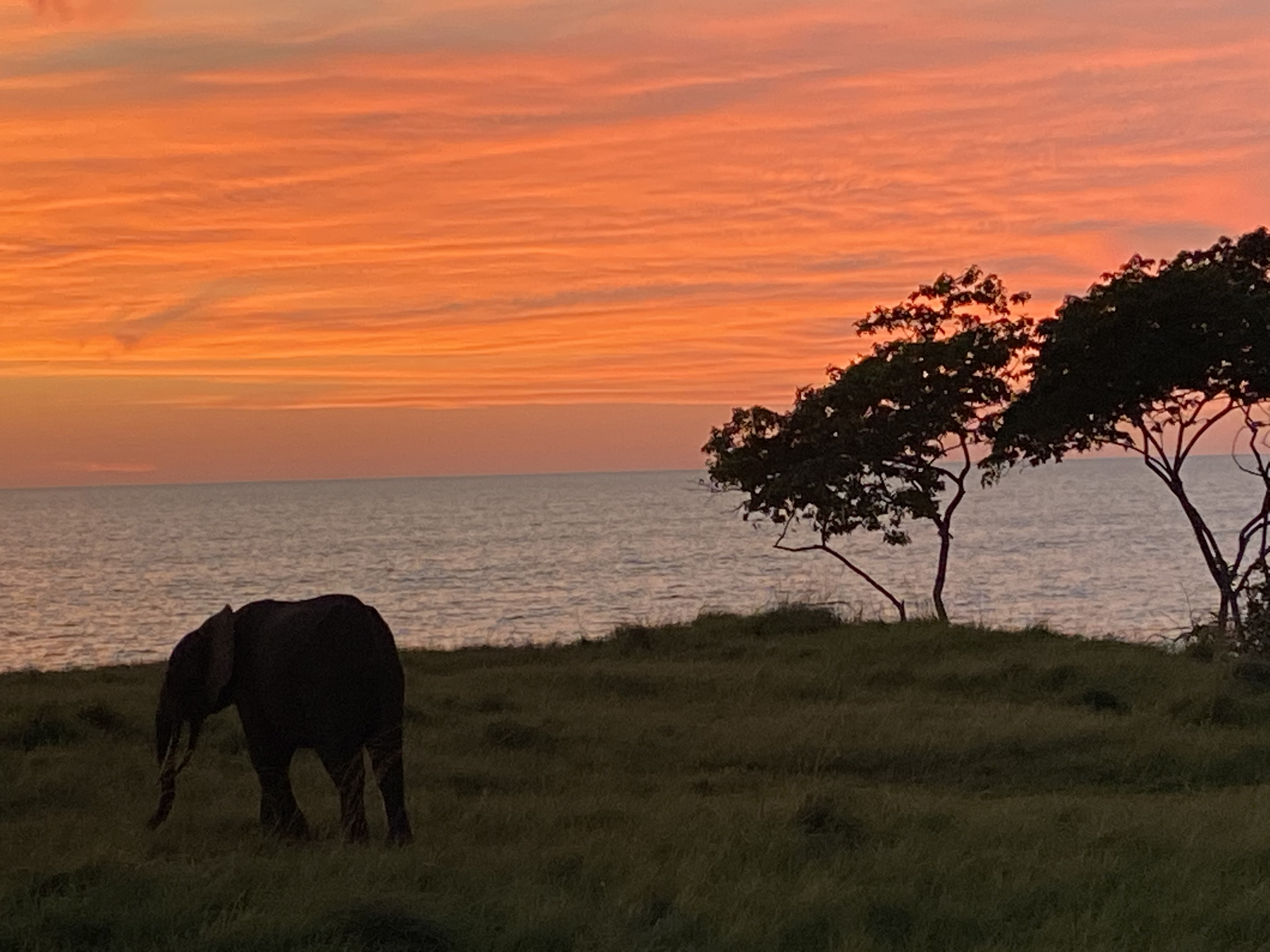
Gabon je zemí pralesních slonů

Dějiny Gabonu v období před kontakty s Evropany jsou téměř neznámé. Ve 14. století se v oblasti usadili migranti z kmene Bantu. Portugalští objevitelé a obchodníci objevili oblast postupně od roku 1471, kdy sem začali jejich mořeplavci připlouvat . Pobřeží se následně stalo centrem transatlantického obchodu s otroky. V letech 1839 a 1841 zde zřídila Francie protektorát. Roku 1849 zajatci propuštění ze zajaté otrokářské lodi založili Libreville. V letech 1862–1887 Francie rozšířila svou kontrolu nad celým územím. V roce 1910 se Gabon stal součástí Francouzské rovníkové Afriky a v roce 1960 získal nezávislost.
V době vyhlášení nezávislosti Gabonu existovaly dvě hlavní politické strany: Gabonský demokratický blok (BDG) vedený Léonem M'Ba a Gabonská demokratická a sociální unie (UDSG) vedená Jeanem-Hilairem Aubamem. V prvních volbách po získání nezávislosti, které se konaly v rámci parlamentního systému, nezískala ani jedna ze stran většinu. Vedoucí představitelé se následně dohodli pro zrušení dvoustranického systému a kandidovali společně s jedinou kandidátní listinou. Ve volbách v únoru 1961, které se konaly podle nového prezidentského systému, se M'Ba stal prezidentem a Aubame ministrem zahraničí. Řešení vlády jedné strany v roce 1963 zkrachovalo a o rok později došlo k nekrvavému převratu. V březnu 1967 byli prezidentem a viceprezidentem zvoleni Leon M'Ba a Omar Bongo. M'Ba později téhož roku zemřel. Bongo vyhlásil Gabon rozpustil BDG a založil Gabonskou demokratickou stranu (PDG). Rozsáhlé politické reformy v roce 1990 vedly k přijetí nové ústavy a PDG získala velkou většinu v prvních volbách, v nichž se po 30 letech účastnilo více stran. Navzdory nespokojenosti opozičních stran zůstal Bongo prezidentem až do své smrti v roce 2009.

## Raná historie

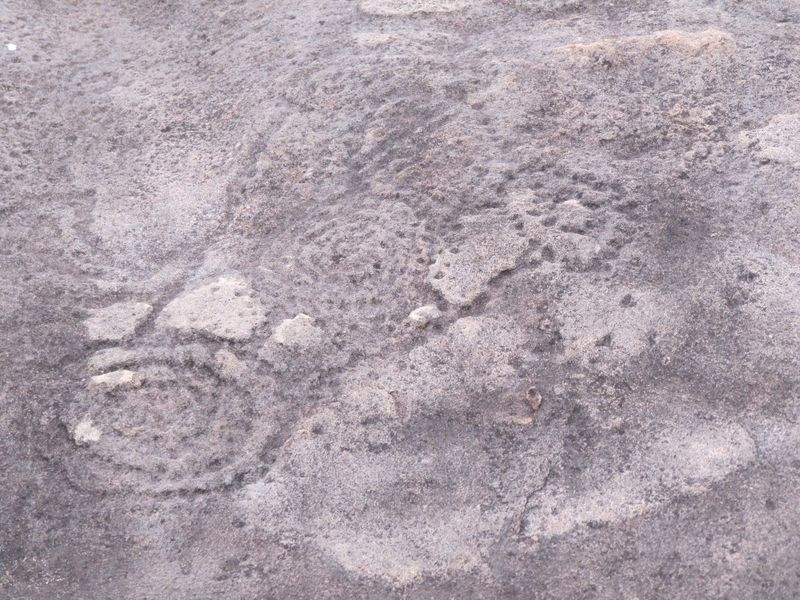
Kamenné rytiny v národním parku Lopé-Okanda

Společnosti původních Pygmejů byly přibližně od roku 1000 n. l. z velké části vytlačeny migrujícími národy Bantu ze severu. O životě kmenů před kontaktem s Evropou je toho známo jen málo, ale kmenové umění naznačuje bohaté kulturní dědictví.
Prvním Evropanem, který dosáhl gabonského pobřeží, byl v roce 1472 portugalský mořeplavec Lopes Gonçalves. V té době jižní část pobřeží ovládalo království Loango. Portugalci rozšířili svou koloniální říši o ostrovy Svatý Tomáš, Princův ostrov a Fernando Pó. Pobřeží Gabonu navštěvovali jen sporadicky a nepravidelně.
Oblast Gabonu pojmenovali podle portugalského slova gabão – tj. kabát s rukávy a kapucí připomínající tvar ústí řeky Komo. Další evropští obchodníci přišli do regionu v 16. století a obchodovali s otroky, slonovinou a tropickými dřevinami.   V 18. století se v deltě řeky Ogooué vytvořilo království Orungu, známé jako Royaume d'Orungu. Díky své kontrole obchodu s otroky v 18. a 19. století se dokázalo stát nejmocnějším z obchodních center, která se v tomto období v Gabonu vyvíjela.

## Francouzské koloniální období

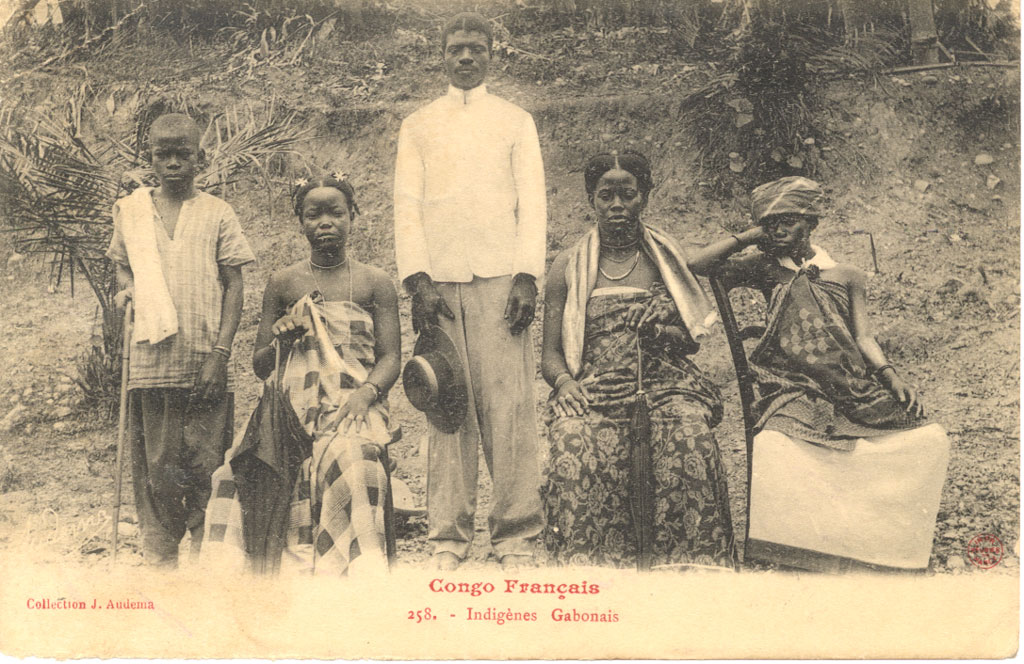
"Francouzské Kongo. Domorodci z Gabonu". Pohlednice z roku 1905

V letech 1838 a 1841 zřídila Francie na základě smluv s gabonskými pobřežními náčelníky protektorát nad pobřežními oblastmi Gabonu.
V roce 1842 založili američtí misionáři z Nové Anglie misii v ústí řeky Komo. V roce 1849 francouzské úřady zadržely ilegální loď s otroky a osvobodily zajatce na palubě. Zajatci byli propuštěni poblíž misijní stanice, kde založili osadu, která dostala název Libreville (francouzsky "svobodné město").
Francouzští badatelé pronikali do husté gabonské džungle v letech 1862 až 1887. Nejznámější z nich, Pierre Savorgnan de Brazza, využíval při hledání pramenů řeky Kongo gabonské nosiče a průvodce. Francie obsadila Gabon v roce 1885, ale spravovala jej až do roku 1903 společně s dalším územím. Do roku 1903 bylo Libreville hlavním městem „francouzského Konga“, které kromě Gabonu zahrnovalo i dnešní Konžskou republiku. Od roku 1910 se Gabon stal jedním ze čtyř území Francouzské rovníkové Afriky. V roce 1911 Francie postoupila některé části severního Gabonu německému Kamerunu (takzvaný Nový Kamerun) jako součást dohody o odškodnění v důsledku agadirské krize. Tím stát Gabon dosáhl své současné podoby, s výjimkou oblasti na horním toku řeky Ogooué, která byla nakonec přidána ke Gabonu až v roce 1946.
První gabonská politická strana, Jeunesse Gabonais, byla založena kolem roku 1922.
Dne 15. července 1960 Francie souhlasila s tím, aby se Gabon stal plně nezávislým.  Dne 17. srpna 1960 se Gabon stal nezávislou zemí.

## Nezávislost
Od vyhlášení nezávislosti Gabon upřednostňoval úzké vztahy s Francií a používání francouzského jazyka a kultury. Naproti tomu byl skeptický vůči politickým vazbám s ostatními státy subsaharské Afriky, protože byl nespokojen s předchozí federací a chtěl rozvíjet své přírodní zdroje ve svůj vlastní prospěch.
Pokusy prvního prezidenta republiky Léona M'ba o zavedení režimu jedné strany vyvolaly v únoru 1964 povstání mladých vojenských důstojníků. M'ba, který měl silnou podporu Francie, byl však znovu dosazen k moci francouzskými jednotkami vyslanými na příkaz prezidenta Charlese de Gaulla. Zásah umožnil nástup Omara Bonga do prezidentského úřadu po M'baově smrti v roce 1967 a nastolení režimu jedné strany, přičemž jedinou stranou byla Bongova Gabonská demokratická strana (Parti Démocratique Gabonais; PDG). V roce 1982 vzniklo nové opoziční uskupení Hnutí za národní obnovu (Mouvement de Redressement National), které požadovalo vícestranickou demokracii, dodržování občanských svobod a ukončení korupce ve vládě, ale bylo rychle potlačeno.
V polovině 80. let způsobily klesající ceny ropy hospodářský pokles. Úsporná opatření zavedená vládou vedla počátkem roku 1990 k protivládním demonstracím v Libreville a Port-Gentilu. Tyto nepokoje vedly v březnu k vytvoření tzv. Národní konference, v níž působily i opoziční skupiny a která měla projednat politickou reformu. Výsledkem byly ústavní změny přijaté v květnu, které obnovily systém více stran. V témže měsíci vyvolala záhadná smrt opozičního vůdce násilné nepokoje, které vedly k francouzskému vojenskému zásahu v Port-Gentilu. Pořádek byl obnoven a pokračovalo se v realizaci plánů politické reformy. Na podzim se konaly parlamentní volby, a přestože opoziční strany získaly křesla v novém zákonodárném shromáždění, volební nesrovnalosti umožnily PDG udržet většinu. V březnu 1991 byla vyhlášena nová ústava.
Po obnovení pluralitní demokracie byl Bongo v letech 1993 a 1998 znovu zvolen, ačkoli obě volby provázela obvinění z podvodů. Ústavní dodatek přijatý v roce 2003 zrušil omezení délky prezidentského mandátu a umožnil Bongovi kandidovat i ve volbách v roce 2005, které také vyhrál. Celkové uchopení moci PDG však bylo krátce ohroženo nespokojeností obyvatelstva po prezidentských volbách v prosinci 1993 a následné devalvaci měny v lednu 1994, která vyvolala protesty v několika městech. Po potlačení demonstrací vláda mírně zvýšila platy a zavedla kontrolu prudce rostoucích cen převážně dováženého základního zboží.
Mnoho finančních problémů Gabonu bylo důsledkem dlouhodobé a rozsáhlé korupce mezi vládními úředníky a vedoucími představiteli podniků. Přestože tato skupina tvořila pouhá 2 % obyvatelstva, ovládala přibližně 80 % všech osobních příjmů. Pobírali vysoké platy, odčerpávali finanční prostředky z veřejných služeb a příjmy z nejméně 25 % prodeje ropy a tyto obrovské částky převáděli na zahraniční účty. Aby vláda čelila tomuto finančnímu odlivu, půjčovala si peníze a koncem 90. let tvořily odliv způsobený dluhy přibližně dvě pětiny státního rozpočtu. Vláda se pravidelně obracela na Francii s žádostí o finanční prostředky a o pomoc při rušení a splácení dluhů. Koncem devadesátých let byl Gabon pod tlakem Mezinárodního měnového fondu, aby privatizoval státní podniky a odstranil odklon státních prostředků, v čemž země dokázala v průběhu roku 2000 vykázat určitý pokrok. V roce 2004 se Gabonu podařilo splatit značnou část dluhu.

## Současnost
V roce 2009 se objevovaly nepotvrzené zprávy, že je Bongo ve špatném zdravotním stavu. To zejména v květnu, kdy poprvé od svého nástupu do funkce v roce 1967 přerušil výkon prezidentské funkce a odjel na kliniku do Španělska – údajně proto, aby si odpočinul a oplakal smrt své manželky, která zemřela v březnu. Nicméně 8. června 2009 Bongo skutečně zemřel. O dva dny později složila přísahu jako prozatímní prezidentka předsedkyně Senátu Rose Francine Rogombéová a na 30. srpna byly naplánovány volby. Svůj záměr kandidovat ve volbách původně oznámilo více než 20 kandidátů, včetně Bongova syna, ministra obrany Aliho Ben Bonga, který byl vybrán jako kandidát PDG. Po mírném zpoždění při zveřejňování výsledků voleb a v souvislosti s obviněními z podvodů a nesrovnalostí při hlasování byl Bongo prohlášen za vítěze. Kvůli obviněním z volebních pochybení protestovala řada členů opozice proti vyhlášení vítězství Bonga a uspořádala v několika městech po celé zemi demonstrace, z nichž některé přerostly v násilné střety protestujících s bezpečnostními složkami. Opoziční skupiny žádaly přepočítání hlasů, jehož výsledky potvrdily vítězství Bonga. Bongo byl inaugurován 16. října 2009.
Během svého působení v úřadu Bongo usiloval o diverzifikaci gabonské ekonomiky a vybudování tolik potřebné sociální a hospodářské infrastruktury. Přetrvávala však ekonomická nerovnost: přibližně třetina obyvatel žila pod hranicí chudoby, což vedlo k všeobecné nespokojenosti. Na mezinárodním poli si Bongo získal uznání a ocenění za své úspěchy v oblasti ochrany přírody a divoké zvěře.
Další prezidentské volby se v Gabonu konaly v srpnu 2016. Ze všech kandidátů, s nimiž se Bongo utkal, byl jeho nejsilnějším vyzyvatelem Jean Ping, bývalý diplomat, který působil jako předseda Valného shromáždění OSN a jako předseda Komise Africké unie. Před volbami se několik opozičních skupin rozhodlo nepostavit vlastního kandidáta a místo toho podpořilo Pingovu kandidaturu. Volby byly mezinárodními pozorovateli kritizovány jako netransparentní a zpožděné zveřejňování výsledků způsobilo, že země byla v napětí. Bongo byl vyhlášen vítězem se ziskem 49,8 % hlasů, čímž jen těsně porazil Pinga, který údajně získal 48,2 %. Mnozí zpochybňovali údajnou volební účast v Bongově domovské provincii, která údajně činila téměř stoprocentní účast, zatímco celostátní účast byla nižší než 60 procent. Proti údajnému vítězství Bonga demonstrovali nespokojení lidé, kteří dokonce zapálili budovu parlamentu v Libreville.
V září podal Ping žalobu k ústavnímu soudu, v níž napadl výsledky voleb. O dva týdny později soud rozhodl o potvrzení vítězství Bonga. Součástí rozhodnutí bylo zrušení výsledků z 21 volebních místností, což posloužilo ke zvýšení prezidentova náskoku před Pingem. Bongo 27. září 2016 narychlo přísahu na své druhé funkční období.
O Bongově zdravotním stavu se začalo intenzivně spekulovat v říjnu 2018 poté, co onemocněl a byl hospitalizován při účasti na akci mimo zemi. V době, kdy se Bongo zotavoval v zahraničí, provedla 7. ledna 2019 malá skupina vojáků státní převrat. Ten byl však ještě téhož dne rychle potlačen, neboť se ukázalo, že Bongo má stále podporu většiny vojenských sil.
11. května 2021 odcestovala delegace společenství do Gabonu, když Ali Bongo navštívil Londýn, aby se setkal s generálním tajemníkem organizace, která sdružuje 54 anglicky mluvících zemí.
V sobotu 26. srpna vyhrál již potřetí volby Ali Bongo Ondimba, který je u moci již od roku 2009. Ve středu 30. srpna brzo ráno se ale proti výsledkům voleb vzbouřila armáda a v zemi proběhl puč. Vojáci vystoupili v televizi s prohlášením, že přebírají moc a rozpouštějí statní instituce. Byly uzavřeny hranice. V hlavním městě Liberville je podle některých zdrojů slyšet střelba z automatických zbraní. Prezident je podle vzbouřenců v domácím vězení. Pučisté anulovali volby. Francie puč odsoudila a vyzvala k respektování voleb. V posledních třech letech došlo k Africe k devíti převratům, z nichž poslední se odehrál v Nigeru. Vojenské Junta později oznámila, že vůdcem země po přechodné období po převratu byl jmenován generál Brice Oligui Nguema.